# Manuela Klein

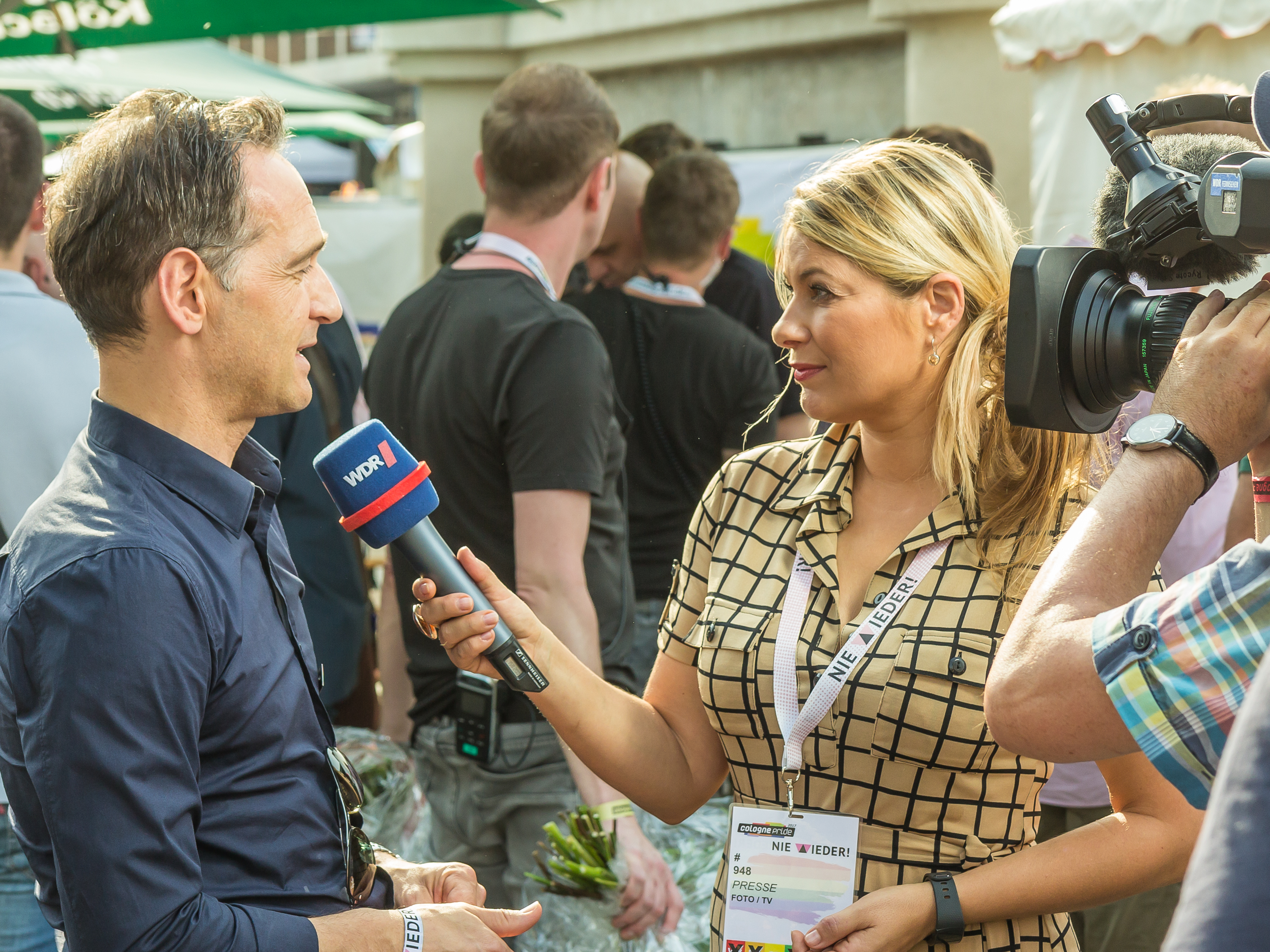
Manuela Klein interviewt Heiko Maas, 2017

Manuela Klein (* 7. Februar 1974 in Hilden) ist eine deutsche Fernsehmoderatorin und Journalistin. Sie lebt und arbeitet in Köln.

## Biografie
Klein studierte ab 1993 Anglistik und Medienwissenschaften an der Heinrich-Heine-Universität Düsseldorf. Während ihres Studiums arbeitete sie in der Redaktion des Musiksenders VIVA sowie bei Fernseh-Produktionsgesellschaften in Köln. 1999 schloss sie das Studium mit dem akademischen Grad Magister (M.A.) ab. Im Anschluss daran absolvierte sie ein Volontariat bei der „creaTV Film- und Fernsehproduktion“ in Köln. 

### Fernsehen
2001 zog Manuela Klein von Köln nach Hamburg und arbeitete als Redakteurin und Reporterin für das regionale RTL-Nachrichtenmagazin Guten Abend RTL. Nach einem halben Jahr übernahm sie dort die tägliche Live-Moderation der regionalen Nachrichten für Niedersachsen und Bremen. 2005 wechselte Manuela Klein zur „Westcom Medien“, wo sie das tägliche Sat.1-Regionalmagazin 17:30 live aus NRW moderierte und als Redakteurin und Reporterin tätig war. 2007 wechselte sie zum Nachrichtensender N24. Bis Ende 2008 präsentierte sie dort die tägliche Magazinsendung Welt der Technik. Neben der Produktion von Reportagen und N24-Spezials moderierte sie das Magazin Tempo – Das Automagazin. Darüber hinaus war Klein seit Anfang 2010 als verantwortliche Redakteurin für die wöchentlichen Polit-Talks Studio Friedman und Was erlauben Strunz sowie die N24-Reportagenreihe Friedman schaut hin zuständig. Seit November 2010 ist Manuela Klein freiberuflich für den WDR sowie in Veranstaltungs- und Messemoderation tätig.

### Off-Air- und Bühnenmoderationen
Klein arbeitet auch als Eventmoderatorin. Sie führte durch mehrere Galas, Wirtschaftstalks und Star-Interviews. Sie moderiert und produziert für mehrere Online-TV-Formate und ist Teil des Moderatorenverbunds Die Kölner Stimmen. 